# Mangunsari (Windusari)
Mangunsari is een bestuurslaag in het regentschap Magelang van de provincie Midden-Java, Indonesië. Mangunsari telt 1269 inwoners (volkstelling 2010).